# Republika Górskiej Armenii

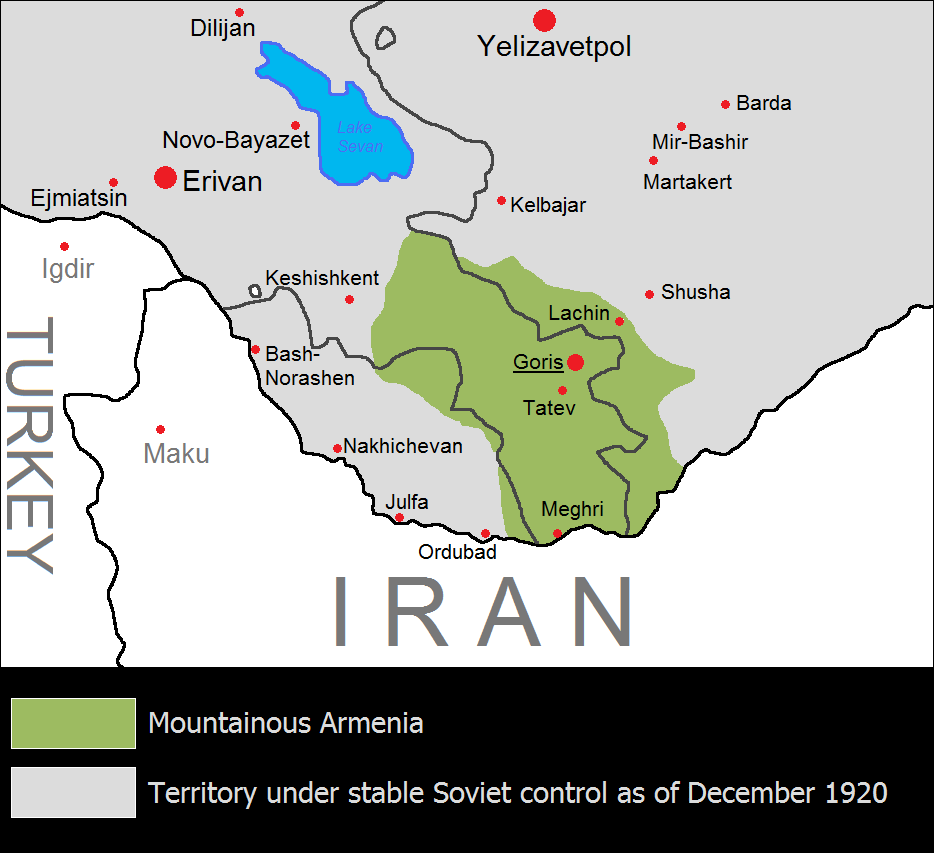

Republika Górskiej Armenii (orm. Լեռնահայաստանի Հանրապետութիւն – Leřnahayastani Hanrapetutyun, t. Górska Armenia – Լեռնահայաստան – Leřnahayastan) – efemeryczne państwo ormiańskie na Południowym Kaukazie, istniejące od kwietnia do lipca 1921. 
Republika Górskiej Armenii obejmowała tereny Zangezuru oraz częściowo Nachiczewanu i Karabachu (według współczesnego podziału terytorialnego jest to wschodnia połowa prowincji Wajoc Dzor i prowincja Sjunik dzisiejszej Republiki Armenii oraz pasy terenów Azerbejdżanu przy jej wschodniej i zachodniej granicy). Siedzibą władz było miasto Goris. 
2 grudnia 1920 rząd Demokratycznej Republiki Armenii przyjął sowieckie ultimatum i zgodził się na podporządkowanie Armenii bolszewikom. Nie godząc się na to, na zjeździe w monasterze Tatew 25 grudnia 1920 lokalny dowódca ormiański Karekin Nżde ogłosił Zangezur autonomiczną prowincją i na jego trudno dostępnym, wysokogórskim obszarze kontynuował walkę z bolszewikami, Turkami i Azerami. W lutym 1921 w Armenii wybuchło powstanie przeciw bolszewikom, które upadło wraz ze zdobyciem Erywania przez Armię Czerwoną 2 kwietnia 1921. Władze i siły zbrojne powstania schroniły się w Zangezurze, który kontynuował opór. 
26 kwietnia 1921 w monasterze Tatew zebrał się drugi zjazd, który proklamował Republikę Górskiej Armenii, składającą się z prowincji Zangezur, Daralagez i Arcach. Premierem rządu i ministrem wojny został Karekin Nżde. 1 czerwca 1921 na wspólnym posiedzeniu Komitetu Ocalenia Narodowego i rządu Republiki Górskiej Armenii zmieniono nazwę państwa na "Republika Armenii", a na premiera powołano przywódcę powstania lutowego Simona Wracjana. 
W kwietniu 1921 Armia Czerwona podjęła ofensywę na Zangezur i do lipca 1921 w szeregu starć rozbiła oddziały ormiańskie. Na początku lipca 1921 rząd Republiki Armenii uzyskał od władz sowieckiej Armenii obietnicę pozostawienia Zangezuru w granicach Armenii. 9 lipca 1921 członkowie ostatniego rządu niepodległej Armenii i dowódcy sił zbrojnych uciekli przez Araks do Persji. 
Upadek Republiki Górskiej Armenii oznaczał koniec ormiańskiego epizodu niepodległościowego lat 1917-1921 i definitywne włączenie Armenii do państwa sowieckiego. 